# Bronckhorster Brewing Company
Bronckhorster Brewing Company (voorheen Brouwerij Rodenburg) is een Nederlandse bierbrouwerij met een proeflokaal in Rha. Het bier wordt op dezelfde locatie als het proeflokaal gebrouwen. In 2022 volgde de opening van een eigen biercafé in het vlakbij gelegen dorp Steenderen. De brouwerij heeft een capaciteit van 600 hl.

## Geschiedenis
De initiatiefnemer achter Brouwerij Rodenburg is de Engelsman Steve Gammage (1956), die zich in 1980 in Nederland vestigde, alwaar hij een eigen schildersbedrijf begon. Gammage liep echter ook al jaren met plannen rond om van zijn hobby, speciaalbier, zijn werk te maken en een eigen brouwerij te beginnen. In 2010 kwam het daarvan.
In oktober 2024 werd het Bronckhorster Proeflokaal failliet verklaard, waarna in november 2024 Bronckhorster Brewing Company eveneens faillissement aangevraagd heeft. Begin mei 2025 werd bekend dat de brouwerij toch een doorstart maakte. 

## Bieren

### Standaardbieren
- Angus Triple, 8.5%: Tripel
- Blond Coop 6%: Blond
- Hoptimist, 9,5%: Imperial India Pale Ale
- Nightporter, 8%: Strong Porter
- Slimme RHAkker, 2,5%: Laag alcohol Pale Ale
- Saison Nouvelle 7%: Saison

### Seizoensbieren
- IJsselbock, 7,0%: Bock
- Hop into SPRING, 6%: Indian Pale Ale
- Hop into SUMMER, 4,5%: Licht (fruitig) Pale Ale
- Hop into AUTUMN, 7,5%: Red Ale
- HOP into WINTER, 10%: Quadrupel

## Onderscheidingen
- 5 bronzen medailles op de Alltech Craft Brews & Food Fair in Dublin[4]
- 1e prijs met het bier "IJsselbock" bij de verkiezing Lekkerste Bokbier van Nederland[5]
- Hoptimist onderscheidingen:
  - Netherlands' Best Imperial / Double IPA 2016
  - Europe Gold 2014 op de World Beer awards[6]
- Nightporter onderscheidingen:
  - World's Best Strong Porter 2015
  - Europe's Best Strong Porter 2015
  - Netherlands' Best Strong Porter 2016
  - Europe's Best Strong Porter 2014
  - Netherlands Best Strong Porter 2015[7]
- Gouden medaille voor HOP into WINTER op de Dutch Beer Challenge 2017[8]